# Diário de Pernambuco
Diário de Pernambuco è un quotidiano brasiliano pubblicato a Recife. È stato fondato nel 1825, il che gli permette di potersi fregiare di essere il giornale, tra quelli attualmente ancora in pubblicazione, più antico dell'intera America Latina e del mondo lusofono. Quando il Diario fu fondato, Recife non era ancora la capitale dello stato, fatto che si verificò solo un anno e tre mesi dopo.

## Storia
Fu fondato il 7 novembre 1825 dal tipografo Antonino José de Miranda Falcão.